# Pico Mawson
O Pico Mawson, na Ilha Heard, do território australiano da Ilha Heard e Ilhas McDonald localizado na Antártida, com 2745 m de altitude, é a montanha mais alta da Austrália e um dos seus únicos dois vulcões ativos.
O arquipélago foi colocado em 1997 na Lista de Património Mundial pela UNESCO.

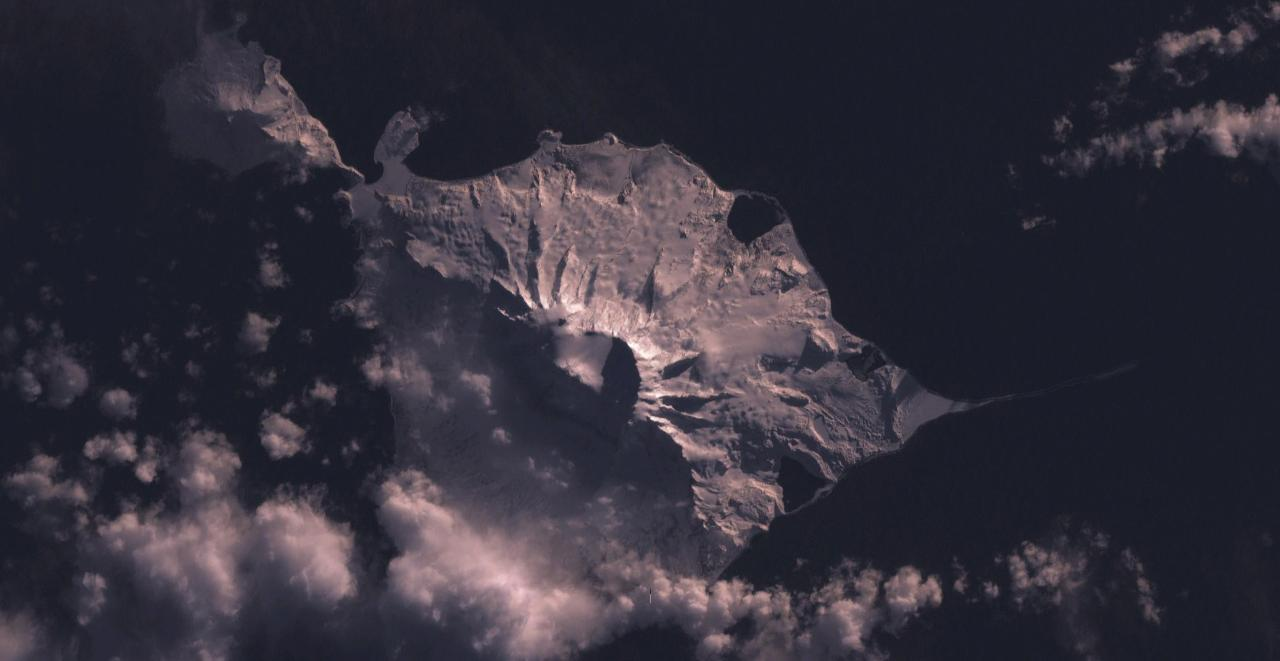
Imagem do Vulcão Big Ben na ilha Heard.